# Sant'Angelo a Fasanella
Sant'Angelo a Fasanella è un comune italiano di 518 abitanti della provincia di Salerno in Campania. Situato nel parco nazionale del Cilento, Vallo di Diano e Alburni, è noto per una scultura neolitica raffigurante un guerriero, l'Antece, intagliata nella roccia, e per una chiesa rupestre, la grotta di San Michele Arcangelo.

## Geografia fisica
Il paese sorge in collina, ai piedi della catena degli Alburni, su una strada provinciale che collega Controne con Corleto Monforte. Gli abitati più vicini sono Ottati (a 3 km nord) e Corleto (a 5 km sud). Al lato orientale del paese si dirama una strada collinare che, passando fra i monti Caramito (1 364 m) e Serra Nicola (1 301 m), porta a un rifugio chiamato Casone dell'Aresta (nel comune di Petina) e successivamente si dirama in direzione di Petina (a nord) e Polla (a sud).
Composta dalle tre contrade di "Sopra la terra" (zona alta, sulla strada provinciale), "Dentro la terra" (zona media, Posta tra la zona alta e quella bassa del paese, dove sorge la Chiesa parrocchiale di Santa Maria Maggiore e il Castello feudale) e "Basso la terra" (zona bassa, nella vallata del torrente Fasanella), conta anche alcune piccole località quali Coppi, San Vito, Terre Lunghe e Chiusa dell’Angelo.
- Classificazione sismica: zona 2 (sismicità media), Ordinanza PCM. 3274 del 20/03/2003.

## Storia
Il nome Sant'Angelo a Fasanella trae origine dall'unione di Fasanella, antica città distrutta da Federico II di Svevia, con il casale di Sant'Angelo: il suo stemma, infatti, presenta in primo piano l'immagine di un fagiano, rappresentante il casale omonimo. Il nome Fasanella deriva da "Phasis", antica città greca e nome di un fiume al confine tra l'Asia Minore e la Colchide. L'antico centro urbano sorgeva in località San Manfredi a circa 3 km dall'attuale cittadina: di esso sono rimasti i ruderi di un antico castello e quelli della chiesa di San Pietro. Nel 1246 la cittadina fu rasa al suolo da Federico II con atto di superiorità per punire Pandolfo di Fasanella, al quale furono poi restituiti tutti i suoi possedimenti grazie all'alleanza con Carlo I d'Angiò. Di stampo e origini medioevali, Sant'Angelo a Fasanella fu feudo dei Sanseverino e dei Capece-Galeota; quindi appartenne ai Giovine e alla potente famiglia dei Caracciolo. Nell'Ottocento, precorrendo l'Unità d'Italia del 1860, fu proprio Sant'Angelo a Fasanella a innescare nel salernitano la scintilla della rivolta per l'indipendenza.
Sant'Angelo a Fasanella comprende numerosi boschi di faggio, come quello di "Terra Forte", quello di "Vallone dei Lupi". Vi sono inoltre i numerosi corsi d'acqua che lo attraversano: oltre al torrente “Cellino” e al fiume “Fasanella”, va segnalata la "cascata dell’Auso". Ubicata a pochi chilometri dal paese, il sito è accessibile mediante la strada interpoderale carraia, detta anche "grotta dell'Auso" per il fenomeno carsico che si può ammirare. A poche decine di metri dalla sorgente, l'acqua sbarrata e quindi convogliata per il funzionamento di un mulino ormai abbandonato, compie un salto di circa otto metri.
Dal 1811 al 1860 è stato capoluogo dell'omonimo circondario appartenente al distretto di Campagna del Regno delle Due Sicilie.
Dal 1860 al 1927, durante il Regno d'Italia, è stato capoluogo dell'omonimo mandamento appartenente al circondario di Campagna.

### Simboli
Lo stemma e il gonfalone sono stati concessi con decreto del presidente della Repubblica del 13 gennaio 1994.
Sullo sfondo azzurro dello stemma comunale è raffigurato l'arcangelo Michele, con le ali d'argento e il mantello e i coturni rossi; l'angelo impugna con la sinistra uno scudo ovale rosso su cui è impresso un fagiano d'argento, e con la destra una lancia terminante con una crocetta, con cui trafigge il demonio di nero.
Il gonfalone è un drappo di rosso.

## Monumenti e luoghi d'interesse

### Antece
Tra i reperti archeologici rinvenuti sul territorio del comune, a circa 4 km dal centro abitato e sulla cima di Costa Palomba (1 125 m s.l.m.) si trova una figura intagliata nella roccia e attribuita al V-IV secolo a.C. La figura, a grandezza naturale (altezza 1,60 m), rappresenta un guerriero vestito con un chitone e armato di scure o clava e di uno scudo. Orientata verso ponente, potrebbe essere la rappresentazione di un dio o di un eroe. Localmente è conosciuta con il nome di "Antece" ("l'Antico" in dialetto cilentano).

### Grotta di San Michele Arcangelo
Per quanto concerne i beni architettonici va segnalata la grotta di San Michele Arcangelo. Il luogo fu sede di una comunità religiosa benedettina risalente all'XI secolo, ma sono ipotizzati anche possibili insediamenti precedenti legati alla diffusione della civiltà greca nel Cilento. Le opere murarie, di cui restano ruderi addossati alla parte esterna della roccia, sembrano risalire ai primi decenni del Trecento. L'ingresso è costituito da un semplice portale che, alla base dei due stipiti, presenta un leone e una leonessa di fattura arcaica. All'interno della grotta, oltre alla tomba di Francesco Caracciolo e al pozzo, si nota un'alta edicola di stile gotico. La cavità più profonda costituisce la cappella, dedicata all'Immacolata, sul cui altare una cornice lignea racchiude una tela databile XVII secolo. Tutto intorno si possono ammirare affreschi trecenteschi e sculture. Sul fondo della grotta si può ammirare, invece, un ricco altare seicentesco fatto costruire, come anche il pozzo e il pulpito, dall'abate Fabio Caracciolo. Su questo altare troneggia la statua in marmo di San Michele Arcangelo.

### Castello Baronale

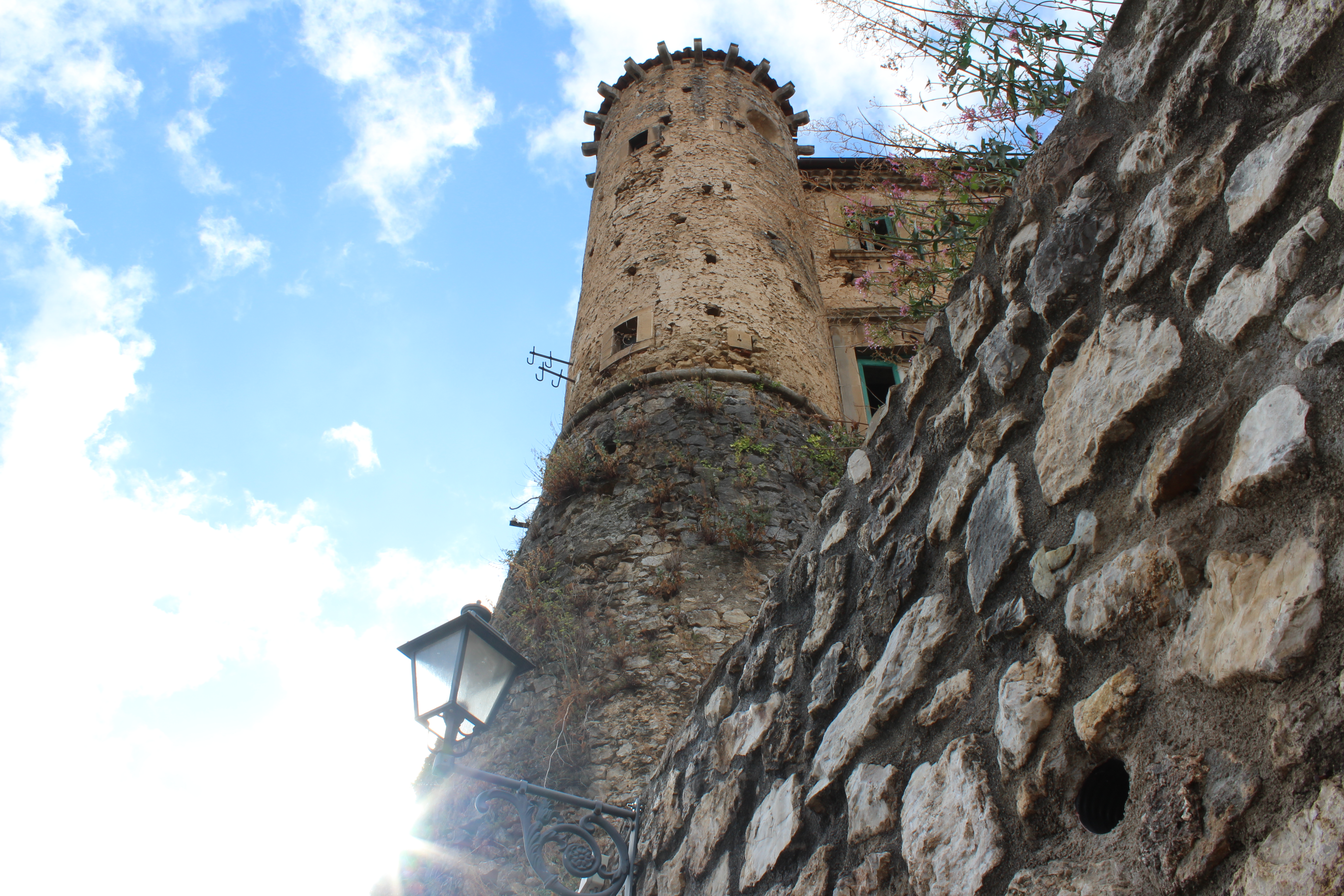
Castello Baronale

La costruzione del castello ebbe probabilmente inizio dopo l’acquisto del feudo di Sant’Angelo da parte di Tommaso Sanseverino, avvenuto nel 1426. Situata sulla rocca naturale che sovrasta la porzione del paese denominata “Basso la terra”, la fabbrica del castello ne occupa quasi per intero la superficie, sviluppando il corpo principale sul suo versante meridionale e approssimativamente in direzione est-ovest. Costituiscono il più antico impianto la torre angolare con caditoie, due segrete sotterranee coperte a botte e provviste di finestre che si aprono al termine di profonde lunette ogivali. Due cisterne sono collocate nella parte nord-occidentale dell’edificio. Al piano terreno si trovano stalle, magazzini, un frantoio oleario, cantine vinarie e olearie, queste ultime costituite da grandi orci in terracotta murati. Al piano superiore sono numerose sale, alcune delle quali presentano decorazioni a tempera realizzate dopo il 1663, quando feudo e castello furono acquisiti da Giacomo Capece Galeota. In tale periodo fu ampliata la parte residenziale del primo piano mentre il sottotetto fu attrezzato come alloggio per la servitù. Nel 1816, in seguito all’abolizione della feudalità decretata da Bonaparte, il castello e le sue pertinenze furono acquistate da Francesco Leggio, magistrato appartenente a una antica famiglia locale. L’edificio è stato abitato dai suoi discendenti fino a quando i gravi danni alla sua struttura causati dal sisma del novembre 1980 li hanno costretti ad abbandonarlo. Nel 2005, dopo lunghe e complesse vicende amministrative, il castello baronale è stato acquisito dal comune di Sant’Angelo a Fasanella. In tal modo è stato possibile all'ente comunale ottenere sovvenzioni pubbliche per realizzare la sua messa in sicurezza. 

### Architetture religiose

#### Chiesa di Santa Maria Maggiore

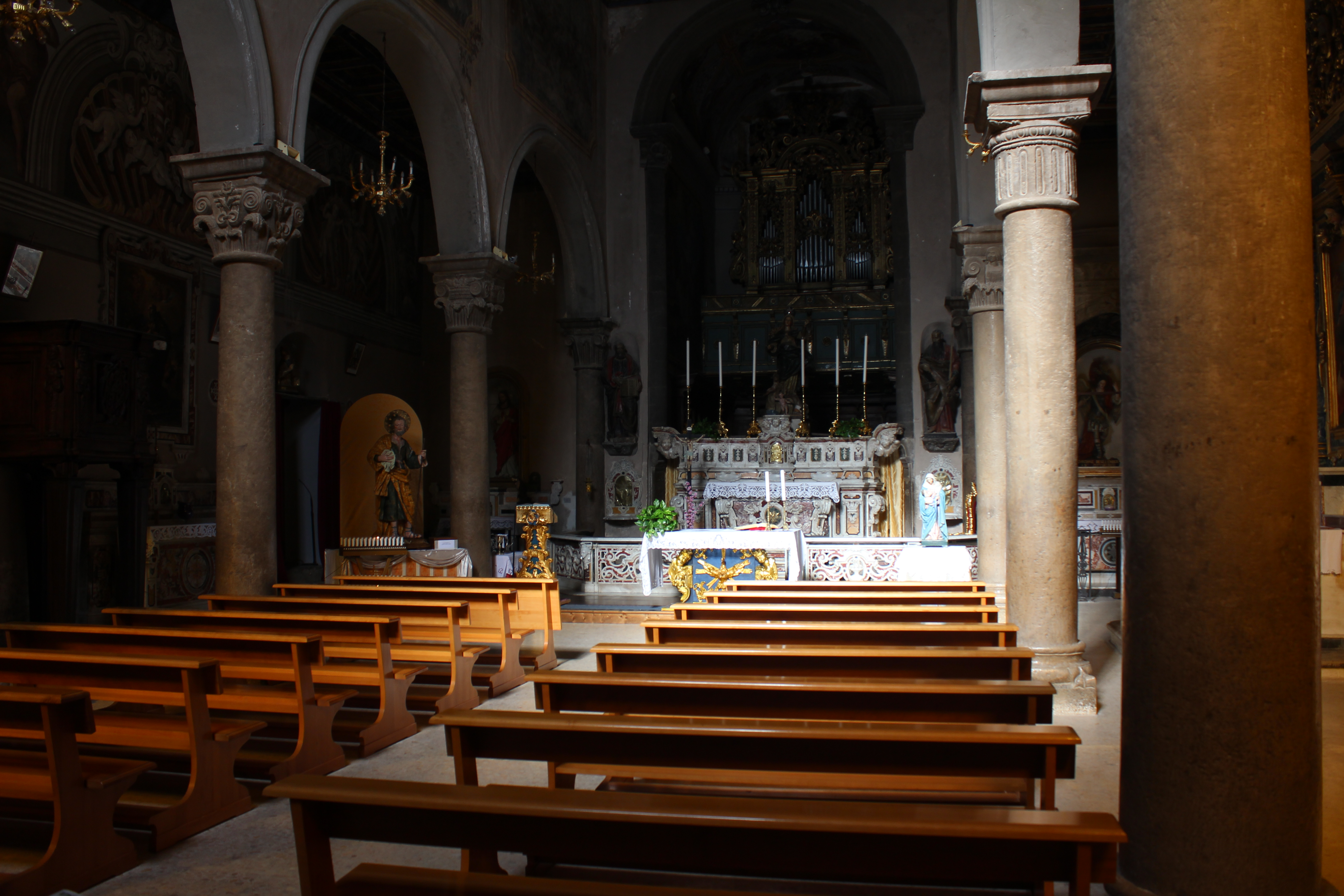
Navata centrale e altare della chiesa di Santa Maria Maggiore

Le strutture iniziali della chiesa si possono far risalire ai primi decenni del Trecento, successivamente alla distruzione di Fasanella, operata da Federico II nel 1246.
L'impianto attuale della chiesa di Santa Maria Maggiore, è della fine del XIV secolo, quando il borgo si ampliò verso il quartiere Dentro la Terra, attuale centro storico. La facciata della chiesa presenta un portale marmoreo con ai lati due leoni, il portale è diviso in riquadri contenenti raffigurazioni simboliche opera di Francesco da Sicignano, scultore.
Il campanile, situato sul lato sinistro della chiesa, è costituito da cinque ordini di dimensione decrescente posti in sequenza su una base massiccia e cieca. Le monofore laterali e il tribuzio ottagonale ne completano l'architettura. La chiesa è costituita da tre navate: nella navata sinistra sono collocati tre altari; mentre in quella di destra, al centro, si apre un ampio vano che forma una grande cappella dedicata alla Madonna del Rosario.

#### Altre chiese
Oltre alla chiesa di Santa Maria Maggiore si contano altre sei piccole chiese. La chiesa di San Nicola di Bari, la seconda chiesa di Sant' Angelo a Fasanella è a una navata con quattro altari, due per lato, più l'altare maggiore, dietro il quale è presente il coro. Era in origine una cappella dedicata a San Nicola di Bari e fu abbattuta dopo il 1716, e al suo posto fu realizzata, a cura e spese del Duca della Regina Francesco Capace Galeota, l'attuale chiesa, quale ringraziamento per l'intercessione avuta in occasione di una malattia. All'inizio del paese, provenendo dal comune di Ottati, si trova la Chiesa di San Gennaro che ancora è chiaramente visibile perché posta sulla curva in posizione preminente rispetto alle case che sono state costruite nelle vicinanza. La chiesa della Madonna della Pinna è una chiesetta realizzata su un poggio a est del paese, a quota 598. La statua della Madonna, conservata nella chiesa Madre, viene portata in processione tre giorni prima dell'Ascensione nella cappella. Sempre in processione, nel giorno dell'Ascensione, la statua viene nuovamente portata nella Chiesa Madre. In antichità vi era l'usanza, in occasione di questa festività, di raccogliere un tipo di erba piuttosto rara (erba della Madonna) che veniva collocata ai piedi del letto e svolgeva la funzione di "segnalatore augurale" a seconda se fioriva o meno. In occasione di questa festività ricorreva l'usanza di preparare per pranzo i "tagliolini" con il latte.
Le restanti tre chiese - San Vito Martire, San Giuseppe, chiesa del Santo nome di Dio - sono inagibili e quindi inutilizzate.

#### Cappelle
Nel perimetro del comune di Sant'Angelo a Fasanella si contano quattro piccole cappelle. La chiesetta di Santa Maria delle Grazie, detta anche S. Maria dell'olmo, era nei pressi del convento francescano e fu abbattuta in occasione della costruzione della strada. La cappelluccia di Sant'Antonio Abate si erge in via "piedi la terra", nella discesa che porta dalla chiesa Madre a S. Nicola, ingentilita da un piccolo campaniletto a vela, e presenta nella parete sulla strada un affresco ormai quasi illeggibile. La cappella di San Sebastiano è una cappella campestre a quota 407 m s.l.m., ormai ridotta a rudere, situata a sud della parte più bassa di S. Angelo a Fasanella. Infine la Cappella di Santa Sofia è una piccola cappella campestre, situata nella zona sud del paese e poco lontana dall'Arco della pescatura.

#### Convento di San Francesco e dell'Annunziata

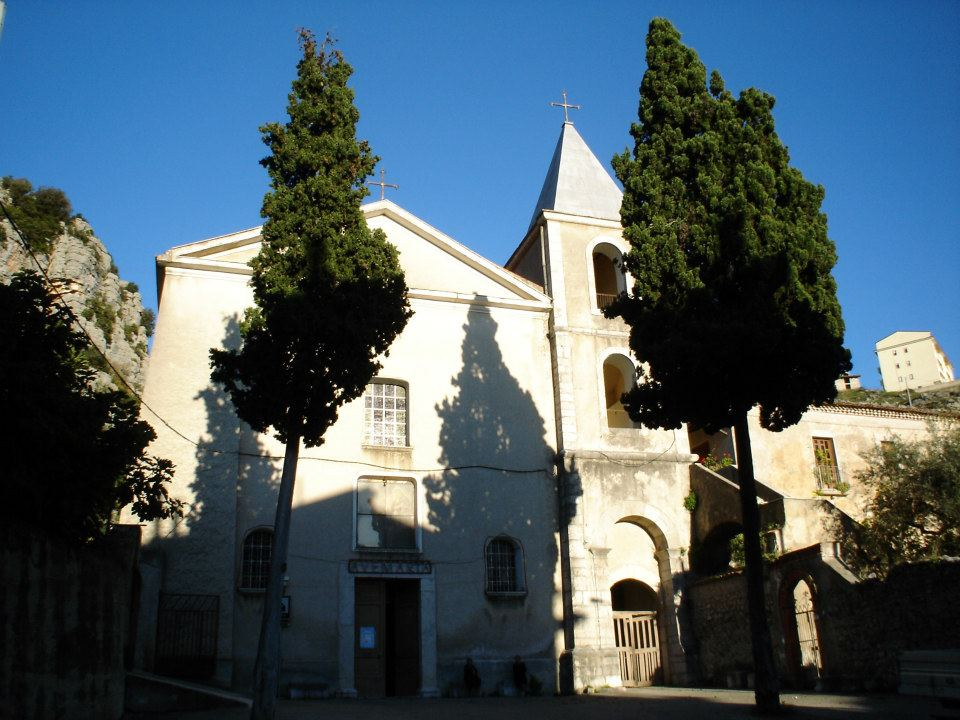
Convento di San Francesco

Poco al di sopra della piazza Ortale, è situato il convento Francescano. La chiesa è costituita da una navata con tre altari per lato, è adornata con statue e tele ed è ricca di dipinti. Si menzionano in particolare la statua di Statua di Sant'Antonio da Padova e la tela dove è rappresentato San Ludovico di Tolosa, dipinta da Filippo Vitale.

### Ruderi di Fasanella
A pochi km dal centro abitato, nella valle ai piedi dello stesso e dei Monti Alburni, si trovano i Ruderi di Fasanella, con la presenza di alcuni resti di abitazioni sulla sorgente Auso, sorgente del torrente Fasanella, nonché di un'area attrezzata. La strada per raggiungere i ruderi si diparte dalla strada provinciale su cui sorge il paese, appena lasciato lo stesso in direzione sud, verso Corleto Monforte.

#### Cascate del fiume Auso
A pochi chilometri dal paese sono situate le cascate dell’Auso, raggiungibili percorrendo una strada carraia detta “grotta dell’Auso”. Originariamente l’acqua della sorgente seguiva un percorso costruito artificialmente per il funzionamento delle macine di un mulino attualmente non in uso. Dopo un salto di quota di alcuni metri l'acqua forma un piccolo lago per poi ridiscendere a valle tra le rocce. Nel percorso verso valle, sgorga sotto un ponte di epoca romana in discrete condizioni e ancora percorribile.

## Società

### Evoluzione demografica
Abitanti censiti

Al 1º gennaio 2016 Sant'Angelo a Fasanella si compone di 315 famiglie. Dei 635 abitanti, 59 sono stranieri, 362 sono femmine e 273 maschi.

### Tradizioni e folclore
La festa di S. Michele Arcangelo, patrono del paese, viene festeggiata l'8 maggio, giorno dell'apparizione del Santo, e il 29 settembre. Nei nove giorni precedenti la festa, nella Grotta i fedeli eseguono una veglia di preghiere. La processione ha inizio dalla chiesa di S. Maria Maggiore dove la statua viene portata nella Grotta dove si recita il canto dedicato al Santo. Poi si fa ritorno, seguendo le vie del paese, alla Chiesa Madre. L'11 luglio e l'8 settembre si celebrano rispettivamente la festa di Santa Lucia e la festa della Madonna della Pietà.

## Cultura

### Cinema
- È qui ambientato il cortometraggio Nostos (2011) presentato allo "Short Film Corner" del Festival di Cannes 2011.

### Eventi
- Il 5 maggio in occasione della festa di San Michele Arcangelo si svolge la storica fiera di San Michele. Nata come semplice fiera del bestiame a inizio Novecento, tuttora mantiene un buon seguito.
- Nell'ultimo decennio Sant'Angelo a Fasanella è stata una delle sedi della rassegna cinematografica itinerante Religion Today Filmfestival.

## Economia

### Agricoltura
- Superficie agricola: 13,35 km²;
- Superficie abitata: 19,7 ha;
- Aziende agricole: 104;

### Consumi
- Consumi familiari elettricità: 716 Migl./Euro;
- Utenze familiari elettricità: 445;
- Consumi generali elettricità: 25 Migl./Euro;
- Utenze generali elettricità: 42;
- Abbonamenti Rai-Tv: 241;
- Abbonamenti Rai/famiglie: 72%;
- Consumi generali elettricità/utenti: kWh 595;
- Consumo totale elettricità: 741 Migl./Euro;
- Utenze totali elettricità: 487;
- Consumi totali/utenze totali: 1 522 kWh;
- Consumi elettricità familiari/utenti: 1 609 kWh;

### Mezzi di trasporto
- Autovetture: 423;
- Autovetture/Abitanti: 52,1%;
- Autovetture oltre 2.000 cm³ 16;
- Autov. oltre 2.000 cc/totale autov.: 3,8%;
- Autobus: 0;
- Autocarri e motrici: 35;
- Motocarri e motofurgoni: 11;
- Rimorchi e semirimorchi: 5;

### Occupazione
| Indicatore Istat                                                         | 1991  | 2001  | 2011  |
| Tasso di occupazione maschile                                            | 35,2  | 36,9  | 44,4  |
| Tasso di occupazione femminile                                           | 19,3  | 23,1  | 23,2  |
| Tasso di occupazione                                                     | 26,8  | 29,5  | 32,6  |
| Indice di ricambio occupazionale                                         | 504,3 | 565   | 495,8 |
| Tasso di occupazione 15-29 anni                                          | 13,3  | 18,9  | 24,5  |
| Incidenza dell'occupazione nel settore agricolo                          | 38,8  | 23,5  | 25,9  |
| Incidenza dell'occupazione nel settore industriale                       | 12,9  | 16,3  | 13,4  |
| Incidenza dell'occupazione nel settore terziario extracommercio          | 41,7  | 47,5  | 53,2  |
| Incidenza dell'occupazione nel settore commercio                         | 6,7   | 12,7  | 7,4   |
| Incidenza dell'occupazione in professioni ad alta-media specializzazione | 24,6  | 43,9  | 33,3  |
| Incidenza dell'occupazione in professioni artigiane, operaie o agricole  | 48,8  | 23,1  | 13    |
| Incidenza dell'occupazione in professioni a basso livello di competenza  | 12,1  | 15,8  | 28,2  |
| Rapporto occupati indipendenti maschi/femmine                            | 75,9  | 119,4 | 136,6 |

Fonte: Dati Istat.

## Infrastrutture e trasporti

### Strade
- Strada provinciale 12/b Bivio S. Vito-Ottati-S. Angelo a Fasanella-Corleto Monforte-Cimitero di Corleto.
- Strada provinciale 247 Strada Iardini: Innesto SP 12-S. Angelo a Fasanella-Casone Aresta di Petina.

### Trasporti
Causa lo spopolamento e l'assenza di adeguate infrastrutture soltanto le autolinee Pecori continuano a offrire un servizio giornaliero per/da Sant'Angelo a Fasanella da/verso Salerno.

## Amministrazione
- Il Comune è attualmente Commissariato.

### Altre informazioni amministrative
Il comune fa parte della comunità montana Alburni.
Le competenze in materia di difesa del suolo sono delegate dalla Campania all'autorità di bacino interregionale del fiume Sele.

## Sport
Il comune di Sant'Angelo a Fasanella offre numerose possibilità per chi vuole tenersi in esercizio. Sono presenti un campo sportivo e numerosi sentieri e carrarecce tra i boschi di faggi, meta ideale per gli appassionati di speleologia, escursionismo, biking e trekking.

### Speleologia ed escursionismo
Sant'Angelo a Fasanella è meta privilegiata da molti gruppi speleologici nazionali, che si susseguono nel posto grazie alla presenza di numerose grotte, grave e sentieri del carsismo superficiale. Le cavità rilevate sono 565 tra le quali la più profonda è l'inghiottitoio dei Gentili (-484 m), seguito dalla grava III dei piani di Santa Maria (-422 m), la grava dei Gatti (-402 m) e quella del Fumo (-383) nel massiccio degli Alburni. Tra le altre si annoverano la Grava di Madonna del Monte, la Grava sotto Serra Carpineto, la Grava del Confine, la Grava d’Inverno, la Grotta di Fra Gentile, e la Grotta dei Vitelli. A 1 350 m è presente la cima del Figliolo.